# Данијела Вујичић
Данијела Вујичић (1978) српска је политичарка. Изабрана је за посланика у Народној скупштини Србије на парламентарним изборима 2020. године као посланица Српске напредне странке. Шеф је управљачког тима за израду статута Заједнице српских општина.

## Политичка каријера
Одрасла је у Приштини. По образовању је магистар комуникологије. Она живи у Северној Косовској Митровици.
Вујичић је у политички живот ушла 2001. године при партији Г17 плус, којој се придружила по оснивању 2002. године. Била је представница Г17 плус у Скупштини северне Косовске Митровице пре 2013. г.
Г17 плус се 2013. удружио у Уједињене регионе Србије (УРС), а Вујичић је на парламентарним изборима у Србији 2014. била на двадесет четвртој позицији на листи УРС-а. Листа није прешла изборни цензус. УРС се распао након избора, а Вујичић је потом прешла у СНС.
Предводила је изборну листу Грађанске иницијативе „Српска“ у северној Косовској Митровици на косовским локалним изборима 2013. године. Ово су били први локални избори који су одржани у српским заједницама на Косову након Бриселског споразума из 2013. године. Српска листа добила је шест мандата, одневши тесну победу над Грађанском иницијативом СДП Оливера Ивановића а била је изабрана као посланица у локалној скупштини.
Вујичић је на косовским локалним изборима 2017. године заузела осамнаесту позицију Српске листе за северну Косовску Митровицу. Листа је однела већинску победу са освојених четрнаест од деветнаест мандата.
Она је својевремено представљала Српску листу као шеф кабинета косовског министарства пољопривреде.
Заузела је педесет четврту позицију на изборној листи Напредне странке Александар Вучић — За нашу децу на парламентарним изборима 2020. и изабрана је када је листа убедљиво победила са освојених 188 од 250 мандата. Чланица је скупштинског одбора за рад, социјална питања, социјално укључивање и смањење сиромаштва; заменик члана одбора за Косово и Метохију и одбора за европске интеграције; заменик члана делегације Србије у Парламентарној скупштини Северноатлантског савеза (НАТО) (где Србија има статус посматрача); лидер посланичке групе пријатељства Србије са Мадагаскаром; и члан група пријатељства са Бахамима, Боцваном, Камеруном, Централноафричком Републиком, Коморима, Доминиканском Републиком, Еквадором, Екваторијалном Гвинејом, Еритрејом, Грчком, Гренадом , Гвинејом Бисао, Израелом, Јамајком, Киргистаном, Лаосом, Либеријом, Малијем, Маурицијусом, Мозамбиком, Науром, Никарагвом, Нигеријом, Палаому, Папуа Новом Гвинејом, Парагвајом, Република Конго, Светим Винсентом и Гренадинима, Сао Томе и Принципе, Соломонским острвима, Јужним Суданом, Сри Ланком, Суданом, Шпанијом, Суданом, Суринамом, Тогом, Тринидадом и Тобагом, Тунисом, Уједињеним Арапским Емиратима, САД, Уругвајом и Узбекистаном.
Она је шеф управљачког тима за израду статута Заједнице српских општина. Маја 2023. године је представљала статус ЗСО у Бриселу.